# Salomon Müller
Salomon Müller (* 7. April 1804 in Heidelberg; † 29. Dezember 1863 in Freiburg im Breisgau) war ein deutscher Naturforscher und Zoologe.

## Herkunft und Ausbildung
Salomon Müller war der Sohn des Heidelberger Sattlers und Gastwirts Johann Gottlieb Müller und seiner Ehefrau Anna Elisabetha, geborene Helfrich. Einer seiner Brüder führte später die Sattlerei sowie die Wirtschaft zum Riesenstein (Vor dem Schiessthore, heute Schießtor, westliche Vorstadt), in der er zeitweise auch bediente, weiter. Er besuchte die Volksschule und nahm privaten Lateinunterricht. 1823 besuchte er die Vorlesungen in Zoologie an der Heidelberger Universität, immatrikuliert war er aber nicht. Am 18. April 1850 heiratete er in Heidelberg die am 8. Oktober 1823 geborenen Amalia Wilhelmine Rummer. In seiner Freizeit beschäftigte Müller sich als Vogeljäger und Präparator.

## Expedition nach Ost-Indien

### Natuurkundige Commissie
Die angehenden Naturforscher Heinrich Boie und Heinrich Christian Macklot lernte er während ihres Aufenthaltes im elterlichen Gasthof kennen. Angeblich belauschte der junge Bewirter die Gespräche der beiden über die Ergebnisse einer Forschungsreise derart interessiert, dass er ihre Aufmerksamkeit erregte. Nachdem sie sein Talent im Schießen und Ausstopfen von Vögeln erkannten, konnten sie Coenraad Jacob Temminck davon überzeugen den jungen Müller als Taxidermisten für die Natuurkundige Commissie voor Nederlandsch Indië (Naturkunde-Kommission für Niederländisch-Indien) zu gewinnen. Mit Boie und Macklot verband ihn bald eine tiefe Freundschaft.

### Java
Im Dezember 1825 wurde er im Auftrag Temmincks als Sammler und Ausstopfer zusammen mit Boie und Macklot sowie dem niederländischen Zeichner Pieter van Oort auf eine Naturwissenschaftliche Reise nach Java entsandt. Nach dem frühen Ableben ihrer Vorgänger Heinrich Kuhl (gest. 1821) und Johan Coenraad van Hasselt (gest. 1823) sollten für das Naturhistorische Museum in Leiden wissenschaftliche Proben der niederländischen Besitzung in Ost-Indien gesammelt werden. Am 6. Juni 1826 in Java eingetroffen erforschten sie bis 1828 und im Jahre 1831 die Flora und Fauna der Insel. Bereits im zweiten Jahr ihrer Sammeltätigkeiten verlor die kleine Gruppe ihren Leiter Heinrich Boie, der am 4. September 1827 an einem Gallenfieber verstarb.

### Neuguinea und Timor
Die weiteren Expeditionen führten Müller in Begleitung von Macklot, van Oort und den Tierpräparator Gerrit van Raalten (1797–1829), den letzten Überlebenden der ersten Forschergruppe um Heinrich Kuhl, und den Botaniker Alexander Zippelius zu zahlreichen indonesischen Inseln. In den Jahren 1828 bis 1829 reiste er an Bord der Korvette Triton zu den Molukken, an die Südwestküste von Neuguinea und nach Timor. Der fast einjährige Timoraufenthalt forderte zwei weitere Leben seiner Reisebegleiter, Zippelius starb 1828, van Raalten 1829.

### Sumatra
Von 1833 bis 1835 forschte er mit van Oort und dem Botaniker Pieter Willem Korthals die Westküste und Teile des Binnenlandes von Sumatra. Nach dem Macklot 1832 während eines Aufstandes chinesischer Arbeiter in Java mit einer Lanze erstochen wurde, entsprangen die zweijährigen Unternehmungen in Sumatra seinen Planungen und waren allein sein Verdienst. Schließlich erlag 1834 mit van Oort auch das letzte Mitglied seines Teams in Sumatra der Malaria.

### Sammlungsergebnisse
Nach seiner Rückkehr im Jahre 1837 nach Europa hatte er eine riesige Menge an zoologischen Exponaten mitgebracht. Allein seine ornithologische Ausbeute für das Leidener Museum belief sich auf 6500 Vogelbälge, 700 Skelette, 150 Nester und 400 Eier. Des Weiteren enthielt seine Sammlung zahlreiche Säugetiere, Fische, Reptilien und Amphibien, viele Pflanzen und Mineralien.

## Verdienste
Mit Rücksicht auf das frühe Ableben der wissenschaftlichen Leitung der Naturkunde-Kommission wuchs Müller schnell über seinen eigentlichen Aufgabenbereich hinaus und qualifizierte sich zu einem allgemein anerkannten Zoologen, mit umfassender Kenntnis der indonesischen Inselwelt. Die Leitung der Naturkunde-Kommission wurde ihm von 1835 bis zu seiner Abreise anvertraut. Nach 11 Jahren in den Tropen, dessen mörderischen Klima alle seine Weggefährten zum Opfer gefallen waren, kehrte er als einer der wenigen Überlebenden in der fast 30-jährigen Geschichte der Kommission nach Europa zurück. Zum niederländischen Staatsbürger ernannt und als Angestellter des Leidener Museums, tat er sein Möglichstes, um die angehäuften Sammlungen des indischen Archipels wissenschaftlich zu erfassen. Als 1850 die Naturkunde-Kommission aufgelöst wurde, verlegte er seinen Wohnsitz nach Freiburg im Breisgau. Hier verbrachte er zurückgezogen seine letzten Lebensjahre, bis er am 29. Dezember 1863 verstarb.
Im Dezember 1837 wurde ihm von der Philosophischen Fakultät in Heidelberg in absentia die Doktorwürde in Anlehnung seiner zoologischen Leistungen, aber auch seiner Verdienste im Bereich Mineralogie und Physik angesichts seines Werkes Bemerkungen über die natürliche Beschaffenheit eines Teils der Westküste und des Binnenlands von Sumatra, mit Beobachtungen und Beschreibungen verschiedener dort und auf anderen Sunda-Inseln vorkommender Tiere, verliehen.
Auf Salomon Müller gehen zahlreiche Gattungs- bzw. Artbeschreibungen zurück wie beispielsweise die Gattung des Löffelhundes Otocyon Müller, 1836 oder der Baumkängurus Dendrolagus Müller, 1840 bzw. des Sunda-Gavials Tomistoma schlegelii Müller, 1838.

## Werke
- Salomon Müller: Bijdragen tot de kennis van Sumatra: bijzonder in geschiedkundig en ethnographisch opzigt. Hrsg. S. & J. Luchtmans, Leiden 1846.
- Salomon Müller: Reizen en onderzoekingen in Sumatra: gedaan op last der Nederlandsche Indische regering, tusschen de jaren 1833 en 1838, door Dr. S. Müller en Dr. L. Horner. Hrsg. K. Fuhri, Gravenhage 1855.
- Salomon Müller: Reizen en Onderzoekingen in Den Indischen Archipel: Gedaan Op Last der Nederlandsche Indische Regering, Tusschen de Jaren 1828 en 1836. 2 Bände, Hrsg. Frederik Muller, Amsterdam 1857.
- Salomon Müller & Hermann Schlegel: Over de Krokodillen van den Indischen Archipel. – In: Coenraad Jacob Temminck: Verhandelingen over de Natuurlijke Geschiedenis der Nederlandsche Overzeesche Bezittingen door de leden der Natuurkundige Commissie in Indië en andere schrijvers. Hrsg. S. & J. Leuchtmans & C. C. van de Hoeck, Leiden 1839–1844.

## Nachweise
1. ↑  Carl Cäsar von Leonhard: Fremdenbuch für Heidelberg und Umgegend. Hrsg. Groos, Heidelberg 1834.
2. ↑  Leonhard Wiedtemann: Korrespondenz. Heidelberg, im August 1837. In: Didaskalia: Blätter für Geist, Gemüth und Publizität. Band 15, Nr. 240, Hrsg. J. L. Keller, Frankfurt am Main 1837.
3. ↑  Michael Walters: A Concise History of Ornithology. The lives and works of its founding figures. New Haven, CT, Yale University Press, 2003, 255 S.
4. 1 2 3  Ludwig Gebhardt: Die Ornithologen Mitteleuropas. Brühlscher Verlag, Gießen, 1964, 404 S.
5. ↑  Marius Jacob Sirks: Indisch Natuuronderzoek. Academisch Proefschrift Ellerman, Harms & Co., Amsterdam, 1915, 303 S.

| Personendaten    | Personendaten                       |
| ---------------- | ----------------------------------- |
| NAME             | Müller, Salomon                     |
| KURZBESCHREIBUNG | deutscher Naturforscher und Zoologe |
| GEBURTSDATUM     | 7. April 1804                       |
| GEBURTSORT       | Heidelberg                          |
| STERBEDATUM      | 29. Dezember 1863                   |
| STERBEORT        | Freiburg im Breisgau                |